# St. Jakob (Lüttich)

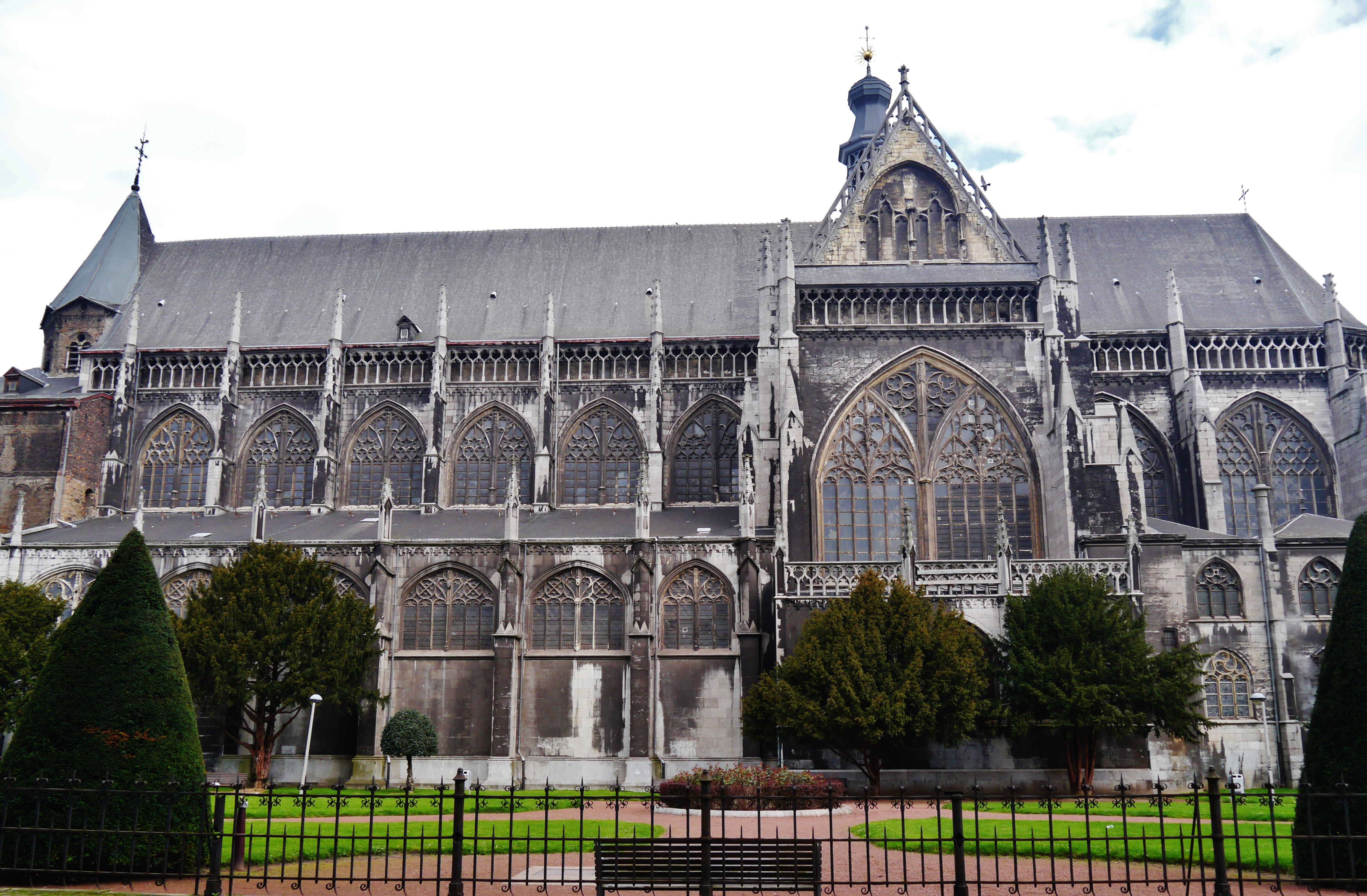
St. Jakob (Lüttich)

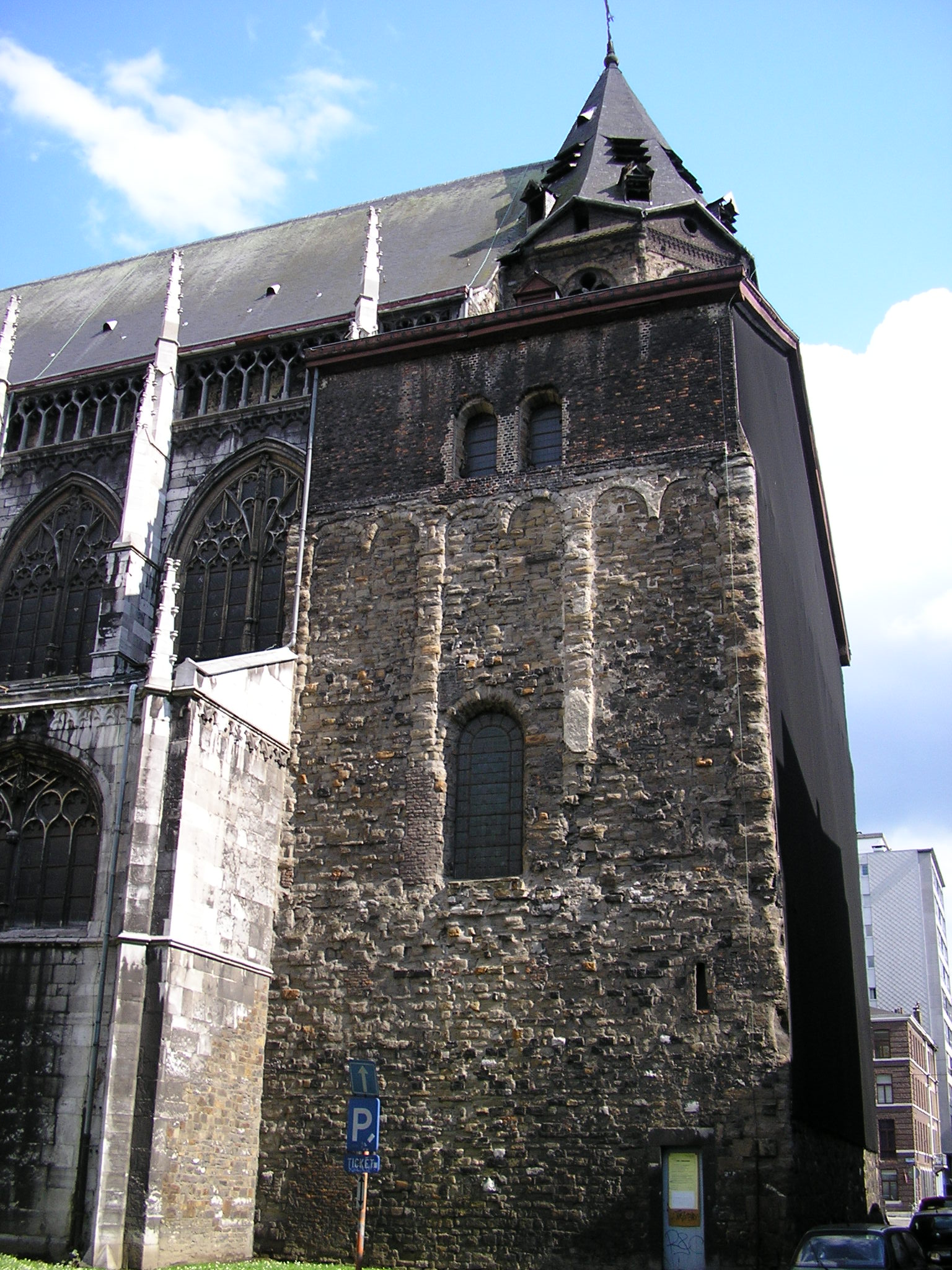
Der romanische Westbau

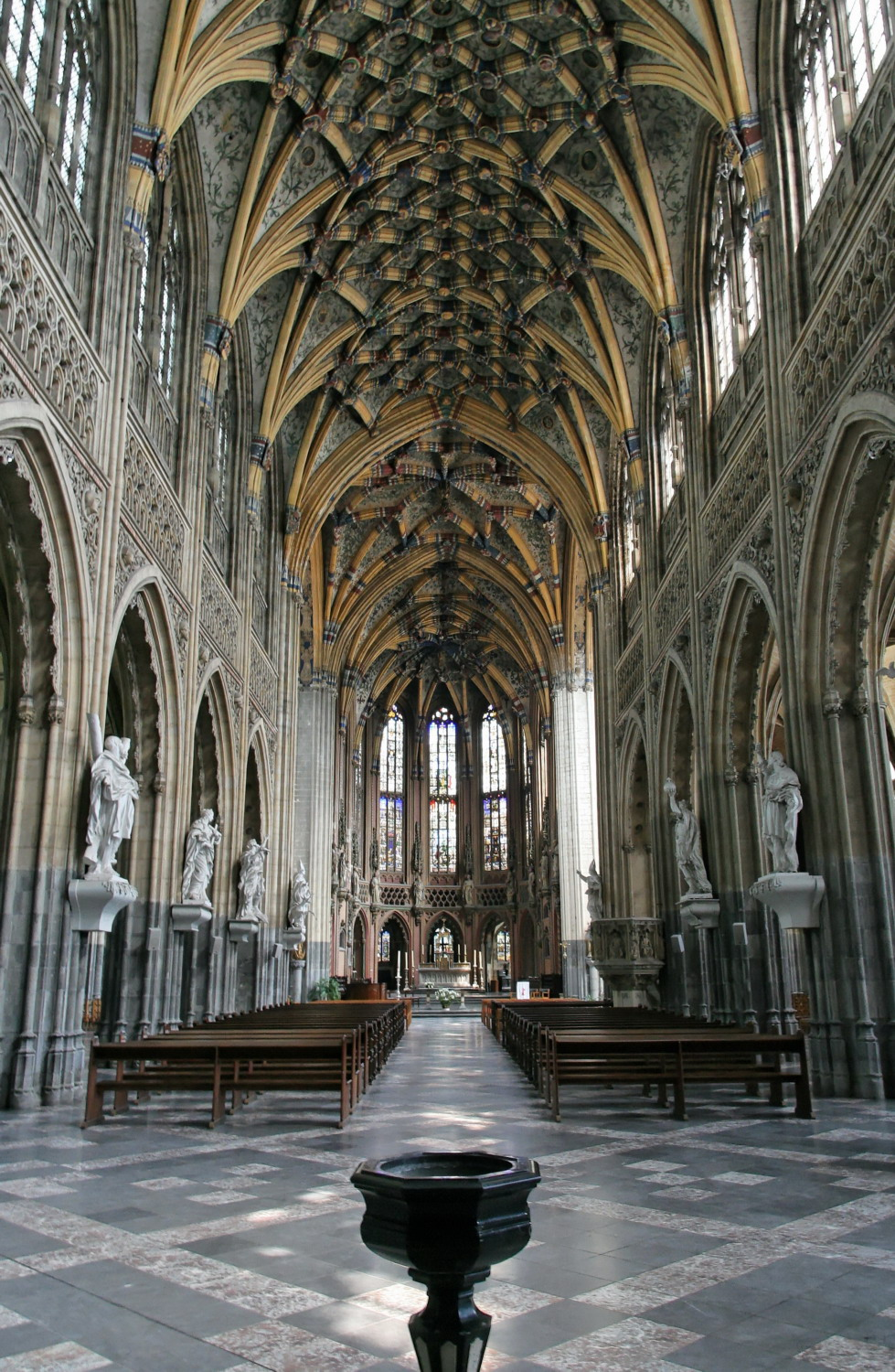
Innenansicht

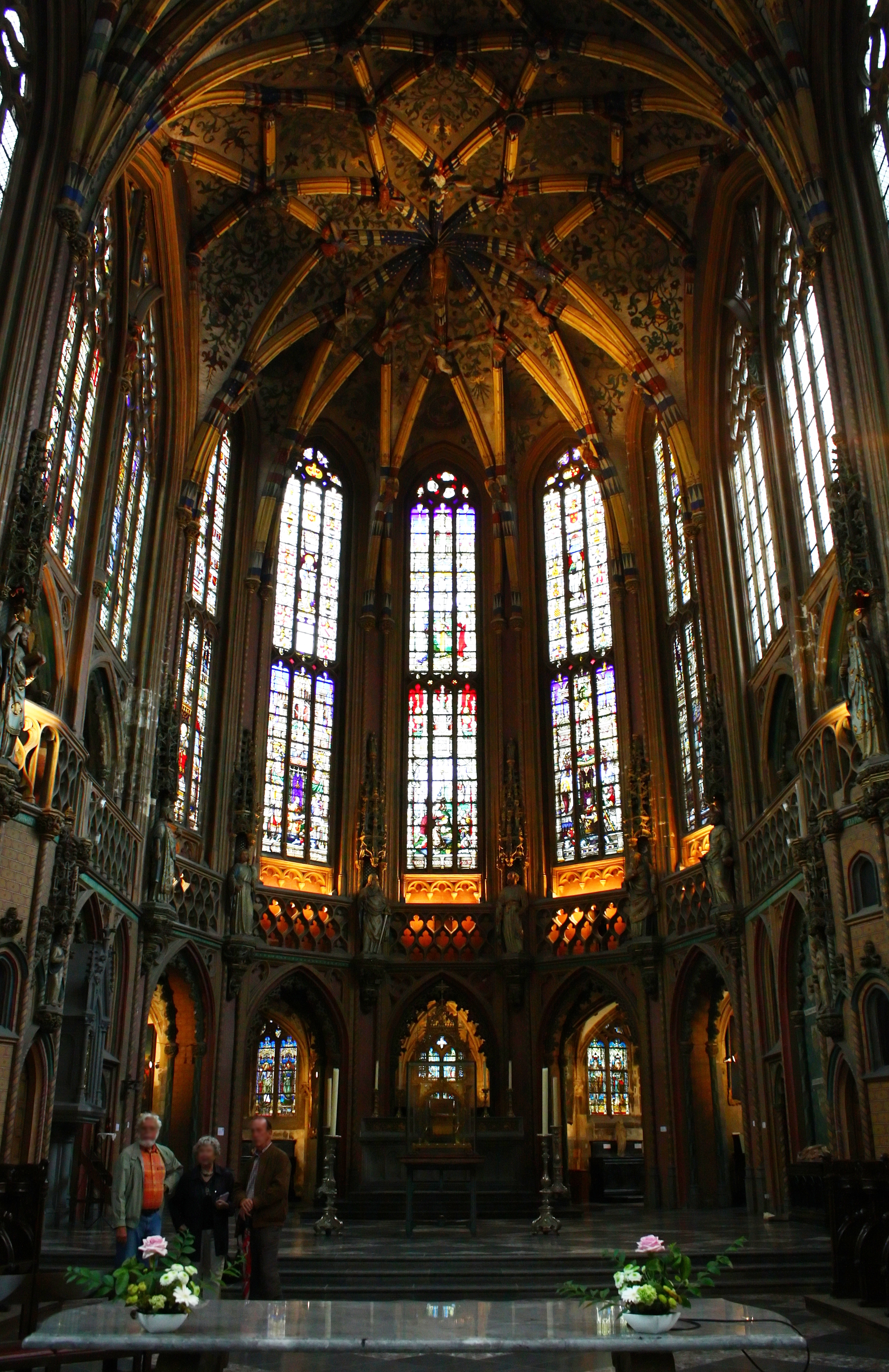
Chor

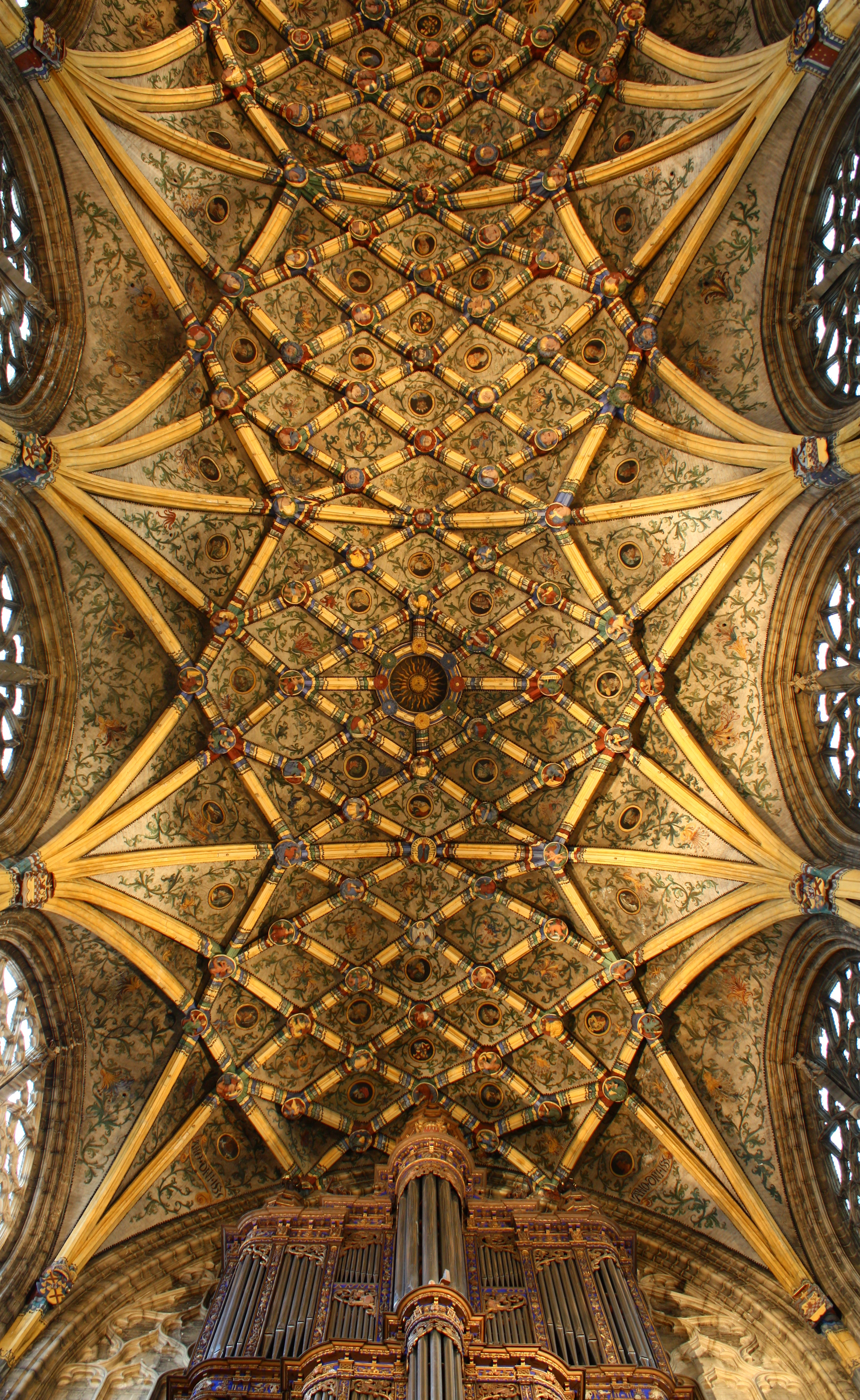
Gewölbe

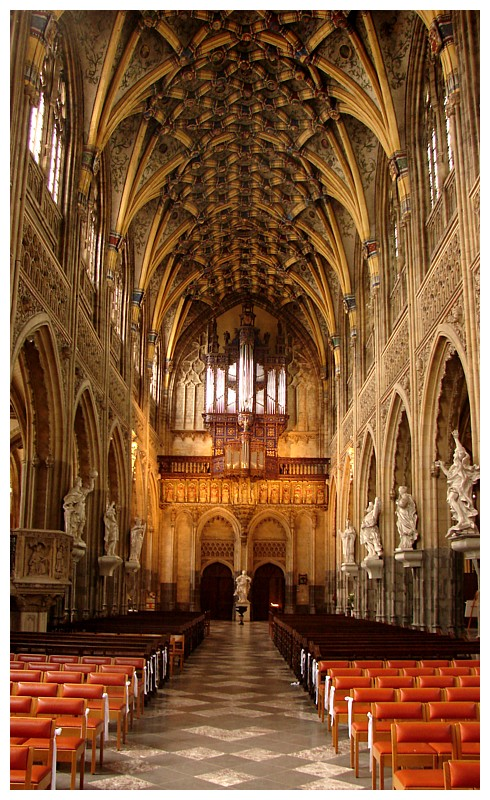
Blick auf Empore mit Orgelprospekt

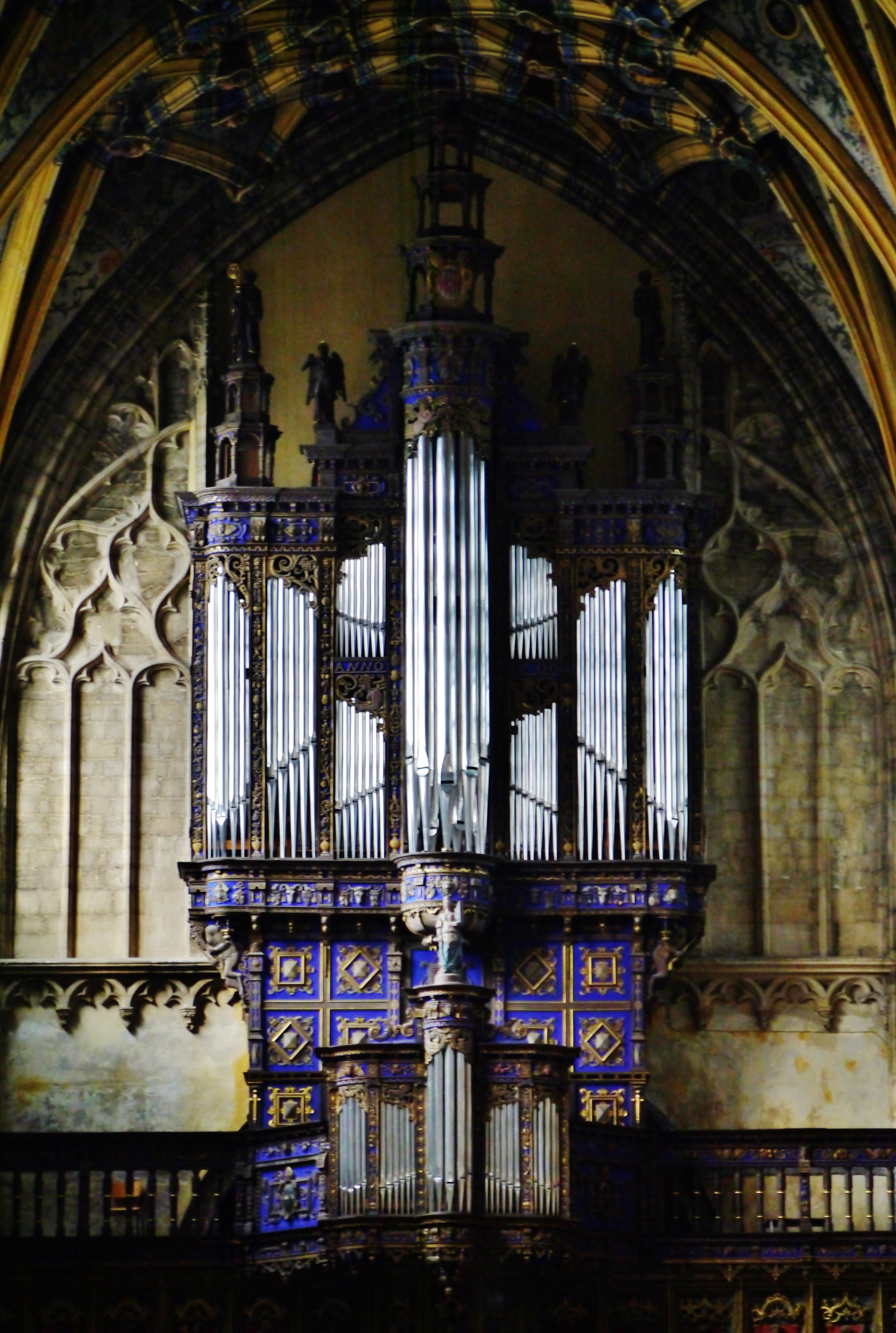
Orgelprospekt

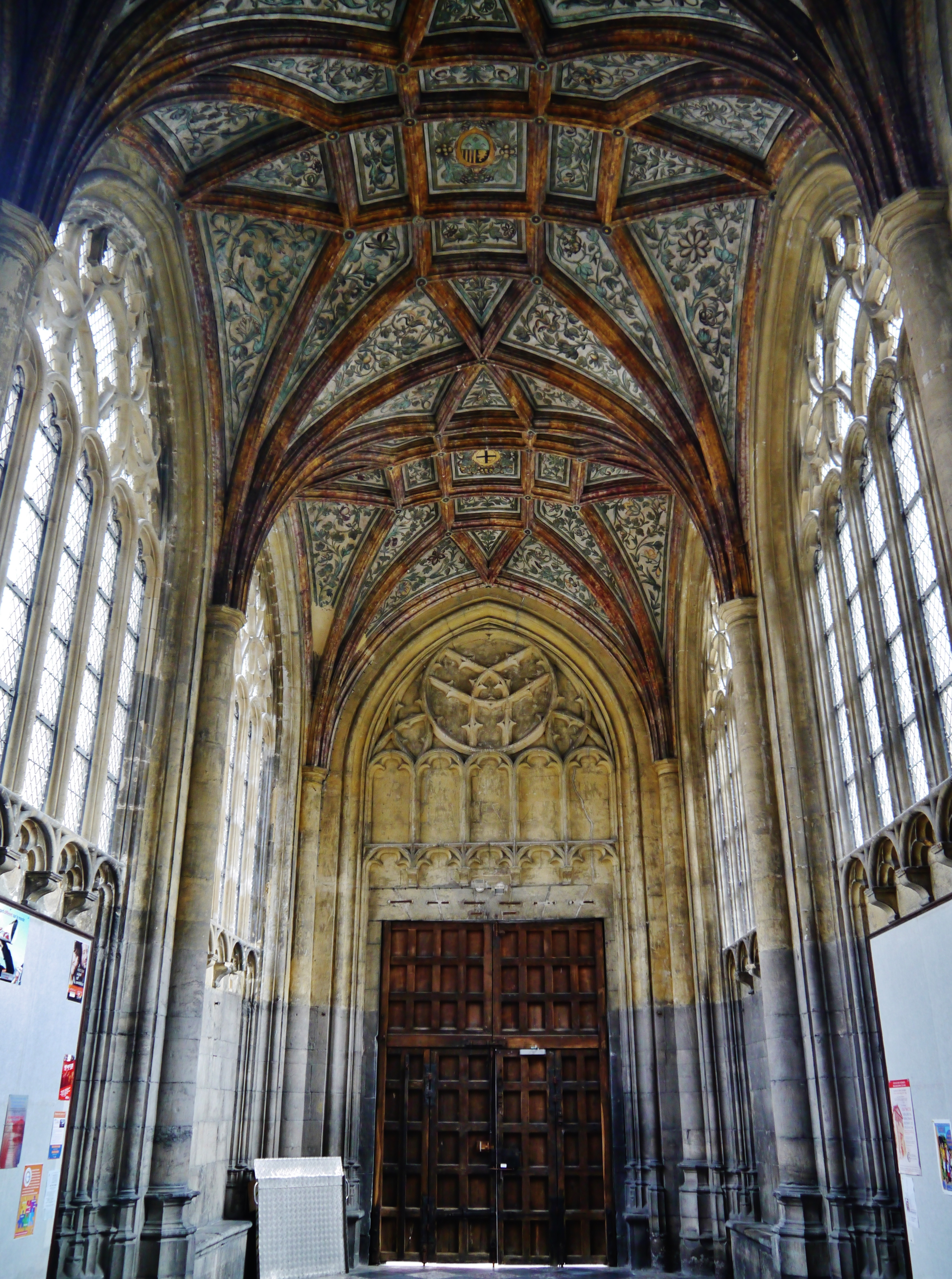
Inneres der Vorhalle

Die Kirche St. Jakob (Sankt Jakobus der Jüngere) in Lüttich (französisch Saint-Jacques-le-Mineur de Liège), die ehemalige Abteikirche der Benediktiner von St. Jakob in Lüttich, wurde 1015 von Fürstbischof Balderich II., dem Nachfolger Notgers, gegründet. Als die frühere Stiftskirche St. Peter zerstört wurde, wurde daraus die Stiftskirche St. Jakobus.
Nach dem Konkordat von 1801 wurde die Stiftskirche St. Jakobus zur Pfarrkirche, der Hauptkreuzgang zum Park umgestaltet und die abgerissenen Klostergebäude wurden durch moderne Gebäude ersetzt.

## Die Abteikirche
Die Abtei ist seit jeher dem Patronat des heiligen Jakobus dem Jüngeren anvertraut, obwohl der andere Apostel mit demselben Namen Jakobus oft mit ihr in Verbindung gebracht wird. Von Anfang an war die Klosterschule berühmt und die Abtei blühte auf; die Mönche gründeten das Kloster Lubin in Polen sowie das Priorat St. Leonhard im nördlichen Bezirk von Lüttich.
In der Klosterkirche befand sich das Grab eines ausländischen Bischofs namens Johannes: ein Sarkophag mit Tuffsteinbett, bekleidet mit Pontifikalgewändern, mit dem Kopf unter einem Baldachin und den Füßen unter einer Konsole. Das Original wurde 1906 in St. Jakob durch eine Kopie des Löwener Bildhauers Paul Roemaet ersetzt und in die St.-Pauls-Kathedrale überführt und im Archidiakonat der Schatzkammer der St.-Pauls-Kathedrale wieder aufgestellt. Über den italienischen Exil-Bischof Johannes, der von Otto III. als Maler zur Ausschmückung der Aachener Kirche gerufen wurde, ist nicht viel bekannt. Sein Epitaph erhielt vom Chronisten Gilles d’Orval um 1250 die Inschrift in lateinischer Sprache (übersetzt):
„Bleib stehen, lies, was du siehst, und möge dein zartes Herz sich meiner erbarmen… Das Grabmal verkündet, was ich bin, die Inschrift, was ich war. In Italien geboren, mit dem Pontifikat bekleidet, musste ich, Johannes, von meinem Bischofssitz fliehen. Ohne Ehre verbannt, wurde ich in diese Regionen geschickt… Die barmherzige Stadt Lüttich verlieh mir ein Asyl. Sankt Jakob, gedenke deines treuen Schülers, es war auf meinen Rat hin, dass dieses Haus zu deinen Ehren gebaut wurde.“
Johannes soll Bischof Balderich, Notgers Nachfolger, zum Bau des Benediktinerklosters St. Jakob geraten haben; es war Abt Jean de Coronmeuse (1507–1525), Erbauer der gotischen Kirche, der das Grabmal von Bischof Johannes restaurierte und Dekan Emile Scoolmeester, der das Denkmal 1906 rettete. Im neuen Mausoleum werden die Gebeine des Prälaten aufbewahrt und die Überlieferung berichtet, dass an ihnen Wunder geschehen sind.

## Von der Stiftskirche zur Pfarrkirche
Die Abtei St. Jakob wurde am 28. Mai 1785 von Papst Pius VI. säkularisiert und in eine Stiftskirche für fünfundzwanzig Kanoniker umgewandelt. Kaiser Joseph II. genehmigte diese Änderung am 31. Juli 1785. Derselbe Papst hob am 27. Juni 1786 die Abtei Saint Gilles (St. Ägidius) auf und vereinigte ihre Einkünfte mit denen von St. Jakob, wo sieben neue, auf fünf reduzierbare Kanonikate für die Mönche von Saint Gilles eingerichtet wurden. Das neue Kapitel bestand dann aus dreißig Kanonikern wie die der anderen Lütticher Stiftskirchen.
Nach dem Konkordat von 1801 zwischen Napoleon Bonaparte und Papst Pius VII. wurde die Kirche 1803 als Pfarrkirche wieder für Gottesdienste freigegeben. Im selben Jahrhundert, von 1832 bis 1869, wurde sie von den Architekten Jean-Charles Delsaux und Auguste van Assche restauriert. Die zweite große Restaurierung fand zwischen 1972 und 1975 statt, als bei archäologischen Ausgrabungen die Reste der romanischen Krypta und die Fundamente der ursprünglichen Kirche entdeckt wurden.

## Beschreibung
Die heutige spätgotische Kirche, deren Bau im Jahr 1538 abgeschlossen wurde, ersetzte die frühromanische Kirche. Das Gewölbe und seine Malereien stammen aus der gleichen Zeit, ebenso wie die Glasmalereien im Chor aus den Jahren 1525–1531. Das im Jahr 1558 hinzugefügte Renaissanceportal wird Lambert Lombard zugeschrieben. Die ursprüngliche Kirche hatte einen romanischen Vorbau und einen achteckigen Glockenturm aus der Zeit um 1170. Nur der Vorbau mit einem der drei Türme ist erhalten geblieben.
Zu den bemerkenswertesten Werken gehören das Kirchenschiff mit ungewöhnlich reicher spätgotischer Ornamentik; das außergewöhnliche Gewölbe im Mittelschiff mit mehr als 150 Schlusssteinen; das Gestühl aus dem 14. Jahrhundert; das Orgelgehäuse im Renaissancestil und das Orgelwerk, das von Orgelbau Schumacher in Eupen rekonstruiert wurde; das berühmte Glasfenster mit den Wappen der 32 Zünfte (16. Jahrhundert); die Barockstatuen von Del Cour und seiner Schule (Ende des 17. Jahrhunderts) und die Marienkrönung (Schnitzgruppe aus dem 14. Jahrhundert). Ein sehr fein gearbeitetes Renaissancegrabmal aus der ersten Hälfte des 16. Jahrhunderts erinnert an Jean de Coronmeuse. Die jochbreiten Seitenschiffsfenster sind mit Tudorbogen und reichem Maßwerk unverwechselbar gestaltet und erinnern an den Perpendicular Style.
Die Orgel ist eine Rekonstruktion aus dem Jahr 1998 im Stil der historischen Orgeln von Nicolaas Niehoff mit 35 Registern auf drei Manualen und Pedal, die in das erhaltene Gehäuse der Orgel aus dem Jahr 1600 eingebaut wurde. Dabei wurden die unteren Oktaven als kurze Oktaven ohne Halbtöne gebaut und eine mitteltönige Stimmung gelegt.

### Aufbau und Abmessungen
Die Kirche ist 90 m lang, 30 m breit und 38 m hoch. Wie die meisten Kirchen hat auch St. Jakob den Grundriss eines lateinischen Kreuzes. Das Kirchenschiff hat sechs Joche und die Apsis ist fünfseitig geschlossen und von Kranzkapellen umgeben. Das Hauptschiff wird von Seitenschiffen flankiert. Auf der Nordseite befindet sich eine spätgotische Vorhalle mit der Renaissancefassade von 1558.

### Glasmalereien
Die Glasfenster von St. Jakob werden von einigen Autoren als die vielleicht schönsten in Belgien angesehen, der französische Archäologe Adolphe Napoléon Didron bezeichnete sie sogar als die besten, die aus dem sechzehnten Jahrhundert erhalten geblieben sind.
In der Apsis befinden sich fünf Glasmalereien, die zwischen 1525 und 1531 angefertigt und eingebaut wurden. Sie wurden zwischen 1838 und 1841 von Jean-Baptiste Capronnier restauriert. Sie wurden größtenteils von den Familien Hornes und de la Marck gestiftet, nach Jahren des Hasses und der Feindschaft, während der Versöhnung dieser Linien durch die Hochzeit von Marguerite, Tochter von Jacques de Hornes, mit Évrard, Sohn von Évrard III de La Marck.
Das große Glasgemälde links neben der Apsis (N IV nach dem Bezeichnungssystem des CVMA) stammt aus dem Jahr 1531 und zeigt den Stifter Jacques de Hornes, Ritter vom Goldenen Vlies, kniend vor der Heiligen Dreifaltigkeit, beschützt vom Heiligen Jakobus; hinter ihm knien seine beiden Ehefrauen Marguerite de Croy und Claudine de Savoie vor der Schmerzensmutter, ihren Schutzpatroninnen und dem Symbol der Treue, einem Hund. Das Ganze ist umgeben von sechzehn väterlichen und mütterlichen Wappen des Stifters; im oberen Teil und im Flechtwerk sind Christus und Engel mit Attributen dargestellt.
Das folgende Glasgemälde (N III) wurde 1531 von Richard de Mérode und Arnould le Blavier, den Bürgermeistern von Lüttich, gestiftet. In der Mitte steht der heilige Johannes der Täufer mit dem Lamm Gottes; zu beiden Seiten sind die Zeichen der Zweiunddreißig Guten Berufe von Lüttich und im unteren Teil das Wappen der Stadt und ihre beiden Schutzpatrone dargestellt: Unsere Liebe Frau und Sankt Lambertus.
Das nächste Fenster (N II) ist ein Geschenk von Jean de Hornes aus dem Jahr 1529; beschützt vom Heiligen Lambert huldigt der Fürstbischof in einem prächtigen Tempel in seinem Glasfenster der Heiligen Jungfrau und dem Jesuskind; im oberen Teil die Figur des Heiligen Jakobus des Jüngeren, umgeben von den sechzehn Wappen des Stifters.
Das zentrale Fenster (I) wurde von Johannes von Cromois, Abt von St. Jakob in den Jahren 1506–1525 gestiftet; es stellt das Opfer von Golgatha, die Opferung Isaaks und die Eherne Schlange dar, die beiden letzteren als alttestamentarische Vorbilder des Kreuzes.
Das nächste Fenster (S II) aus dem Jahr 1525 stellt den Heiligen Andreas mit den sechzehn Wappen des Stifters Evrard III. de La Marck dar, der vom Heiligen Christophorus beschenkt wird und vor dem Heiland kniet, der seine Hand zum Segen erhebt.
Am letzten Fenster (S III) ist schließlich Marguerite de Hornes, Gemahlin von Évrard IV. de La Marck dargestellt; hinter ihr die Schutzpatronin und Maria, umgeben von einem Glorienschein, darüber der heilige Johannes der Evangelist und die Stifterwappen.

## Verzeichnis der Künstler

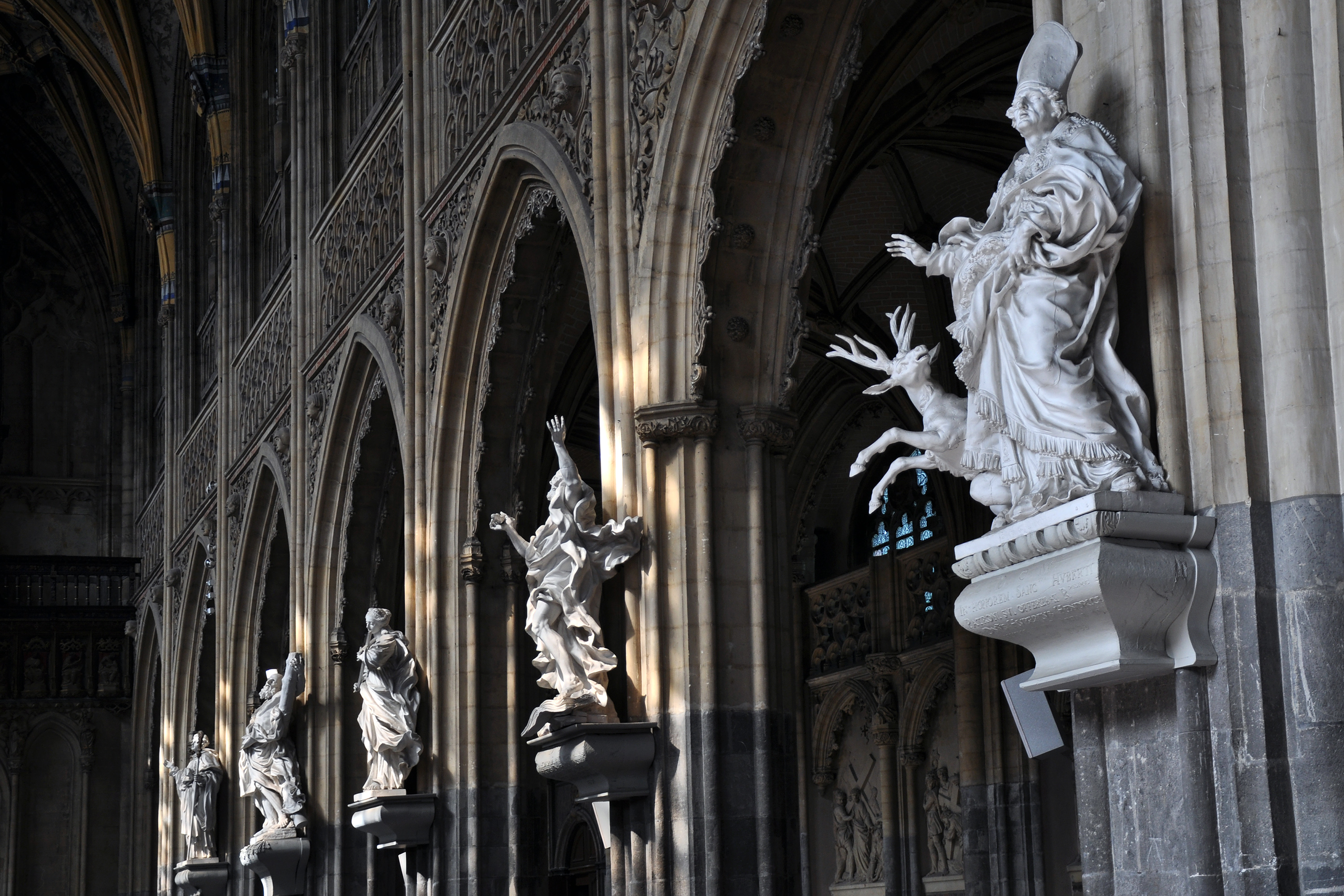
Bildhauerarbeiten im Mittelschiff

Chronologische Liste der Künstler, die in der Kirche St. Jakob gearbeitet haben oder deren Werke sich in der Kirche befinden:
- Lambert Lombard (1506–1566), Architekt.
- Arnold de Hontoire (1630–1709), Bildhauer.
  - Statue von Sankt-Andreas
- Jean Del Cour (1631–1707), 8 Skulpturen aus Lindenholz (1682–1696)
  - Sankt Jakobus der Große (1682)
  - Heiliger Benedikt (1684)
  - Sankt Hubertus (1689)
  - Heiliger Heinrich (1689)
  - Sankt Nikolaus (1685). Nicht erhalten.
  - Heilige Scholastika (1691)
  - Sankt Jakob der Jüngere (1691)
  - Unbefleckte Empfängnis (1696). Wurde nach Floreffe versetzt.
- Louis-Eugène Simonis (1810–1882), Bildhauer.
- Édouard van Marcke (1815–1884), Maler.
- Jean-Charles Delsaux (1821–1893), Architekt.
- Jules Helbig (1821–1906), Maler.
- Auguste Van Assche (1826–1907), Architekt.
- Jules Halkin (1830–1888), Bildhauer.
- Joseph Osterrath (1845–1898), Glasmachermeister.

## Zitat
„Das Wunder von Lüttich ist die Kirche von Saint-Jacques. Die Reisenden nennen schönere; ich bezweifle, dass es anmutigere gibt. Es ist die gotische Architektur, mit all dem Reichtum der arabischen Kunst, aus der sie entstanden ist.“